# Deseret Peak
Der Deseret Peak ist mit 3363 m der höchste Punkt der Stansbury Mountains in Utah. Der Berg liegt im Deseret Peak Wilderness Gebiet, westlich von Grantsville und östlich des Skull Valley Indian Reservation. Das Gebiet ist ein beliebtes Ziel für Wanderer, aufgrund des Kontrastes der alpinen Wildnis mit dem umgebenden Wüstenbecken. Der Weg, der zum Gipfel führt, ist von Salt Lake City aus leicht erreichbar. Der Berg bietet einen Blick auf den Bonneville Salt Flats, dem Großen Salzsee, und die umliegenden Städte und Gebirgszüge. An einem klaren Tag ist es möglich Mount Nebo, den höchsten Gipfel der angrenzenden Wasatchkette, zu sehen.